# 박은정 (독성학자)
박은정은 동덕여자대학교에서 학사, 석사, 박사 학위를 받은 뒤 경력단절과 늦깎이 연구자라는 어려움을 딛고 경희대학교 교수가 된 사람이다.